# Black Hornet Nano
Black Hornet Nano (PD-100) – minaturowy, bezzałogowy śmigłowiec rozpoznawczy (UAV – ang. unmanned aerial vehicle; pol. bezzałogowy aparat latający) zaprojektowany i wyprodukowany przez norweską firmę Prox Dynamics.

## Historia

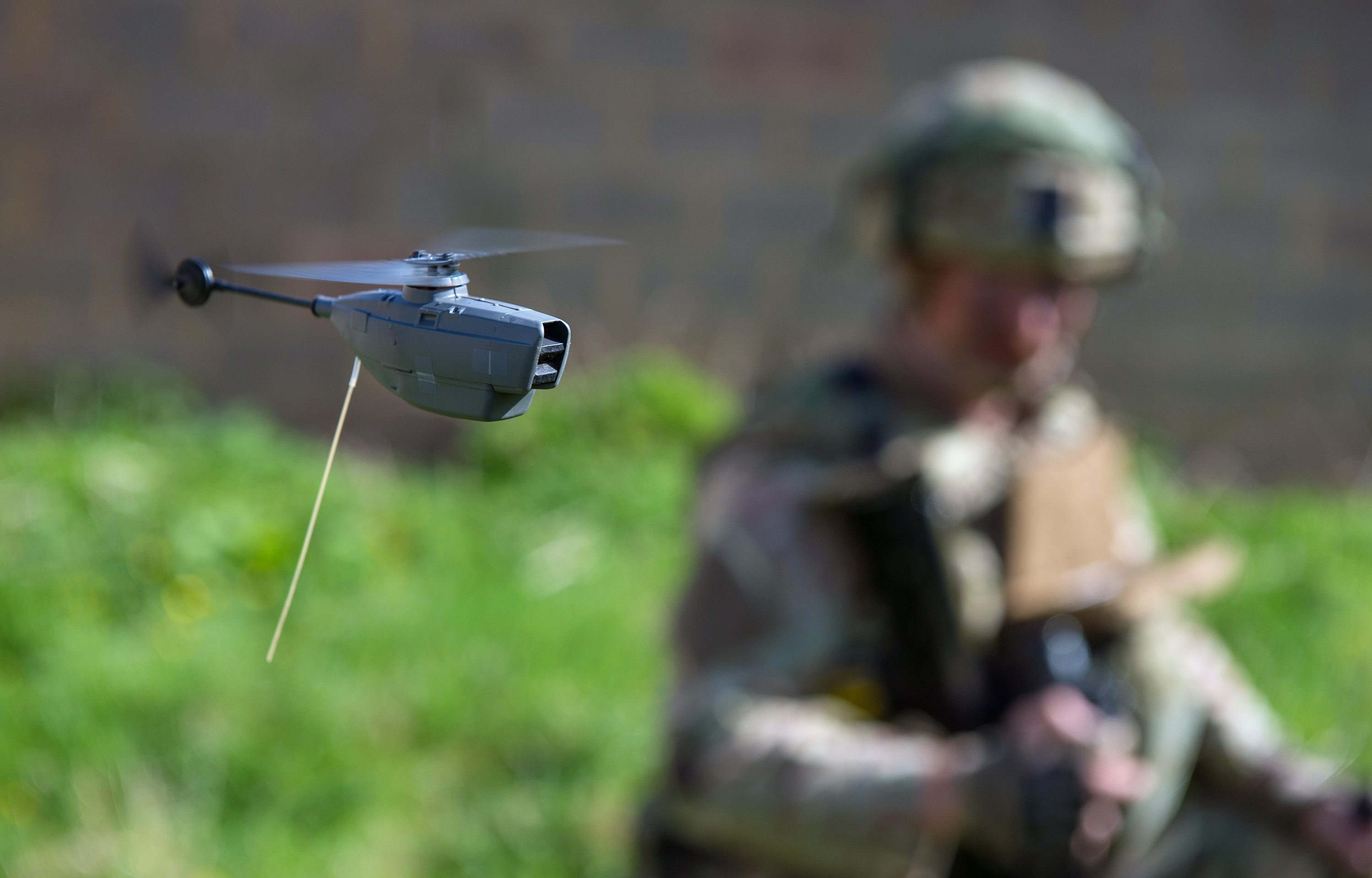
W locie z wysuniętą anteną

Prace nad bezzałogowym, miniaturowym aparatem latającym rozpoczęły się w kwietniu 2008 roku. Prowadziła je norweska firma będąca partnerem brytyjskiej Marlborough Communications. System otrzymał oznaczenie PD-100 Personal Reconnaissance System. Miniaturowy śmigłowiec o wymiarach 10 × 2,5 cm i masie 16 gramów wyposażony jest w kamerę przekazującą obraz w czasie rzeczywistym lub zdjęcia wysokiej rozdzielczości. Może lecieć autonomicznie, po wcześniej zaprogramowanej trasie z wykorzystaniem danych GPS, lub być sterowany podczas lotu przez pilota z ziemi. Na początku 2012 roku rozpoczęto seryjną produkcję aparatów. W tym samym roku Black Hornet Nano, bo takie oznaczenie otrzymał w brytyjskiej armii, znalazł się na wyposażeniu żołnierzy Brigade Reconnaissance Force z Camp Bastion w Afganistanie. Całość systemu, aparat wraz z naziemnym oporządzeniem, niewielkim joystickiem do ręcznego sterowania i monitorem, na którym wyświetlany jest obraz z kamery waży mniej niż 1 kilogram. Nano napędzany jest elektrycznym silnikiem zasilanym baterią. 
Do 2019 roku, obok brytyjskich sił zbrojnych, aparat wszedł na uzbrojenie Bundeswehry, US Army, Australian Army, Norweskich Sił Zbrojnych, Francuskich Sił Zbrojnych – aparaty znalazły się na uzbrojeniu regularnych oddziałów oraz francuskich sił specjalnych, hiszpańskich i indyjskich National Security Guard. W grudniu 2018 roku ogłoszony został przetarg na dostawę miniaturowych (nano) aparatów rozpoznawczych dla Jednostki Wojskowej Komandosów z Lublińca. Przetarg wygrała firma UMO Sp. z o.o., która zaoferowała PD-100 Black Hornet 3. Umowa zakupu podpisana została 13 maja 2019 roku. Przewiduje ona dostawę 40 kompletnych zestawów do 30 listopada 2019 roku. W skład zestawu wchodzi zasobnik z dwoma aparatami, kontroler lotu i ekran do odbioru transmitowanego obrazu. Wersja Black Hornet 3 waży 33 gramy i ma zasięg rzędu 2000 metrów. Aparat może poruszać się z prędkością do 21,5 km/h. Baterie aparatu umożliwiają mu 25-minutowy lot. Hornet 3 wyposażony jest w wymienne kamery optoelektroniczną, umożliwiającą transmisję obrazu o rozdzielczości 640 × 480 pikseli i robienia zdjęć o rozdzielczości 1600 × 1200 pikseli. Druga, termowizyjna kamera umożliwia wykonywanie zdjęć i transmisje obrazu o rozdzielczości 160 × 120 pikseli.